# 肉乾

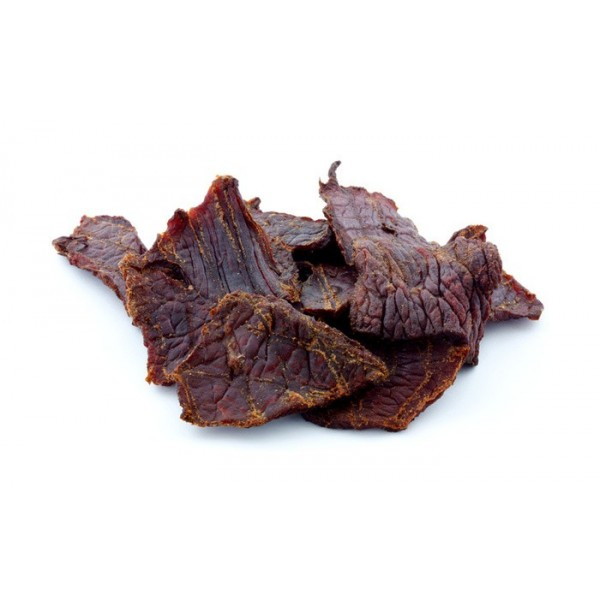
牛肉乾

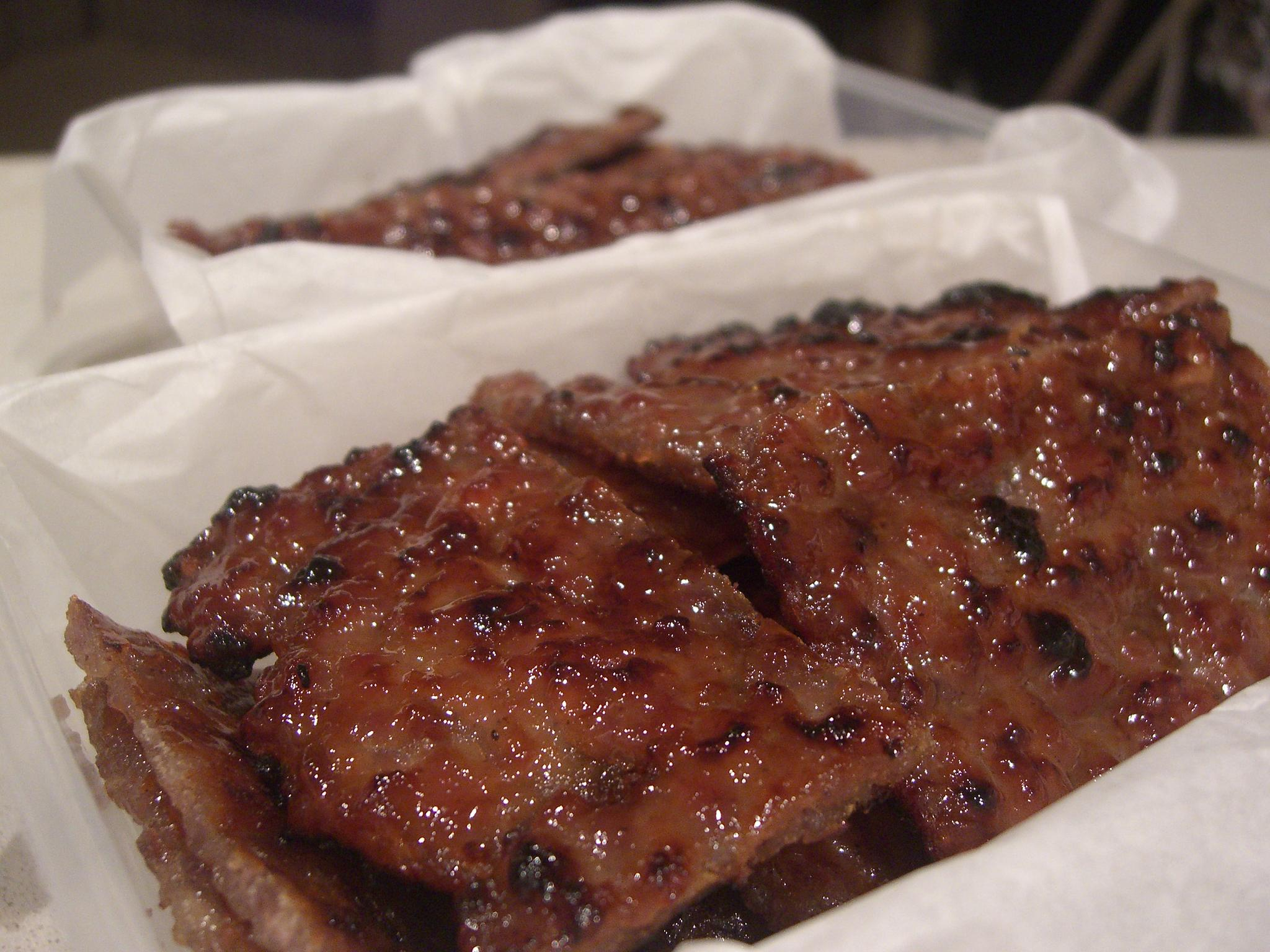
豬肉乾

肉乾、肉脯，是指經醃製及乾燥處理後的肉類，通常以雞肉、豬肉或牛肉製成（雞肉乾、豬肉乾或牛肉乾）。肉乾大多被摺疊包裹在幾片白色吸油紙裡。為保存一段更長的時間，通常會以真空為主。經過這種處理後，肉乾能夠保存一段很長的時間。
肉乾在中国大陆、臺灣、馬來西亞和新加坡等國家和地區是很具有象徵性的過年禮，也常作為過年必吃食品。